# Провинция Сан-Сальвадор

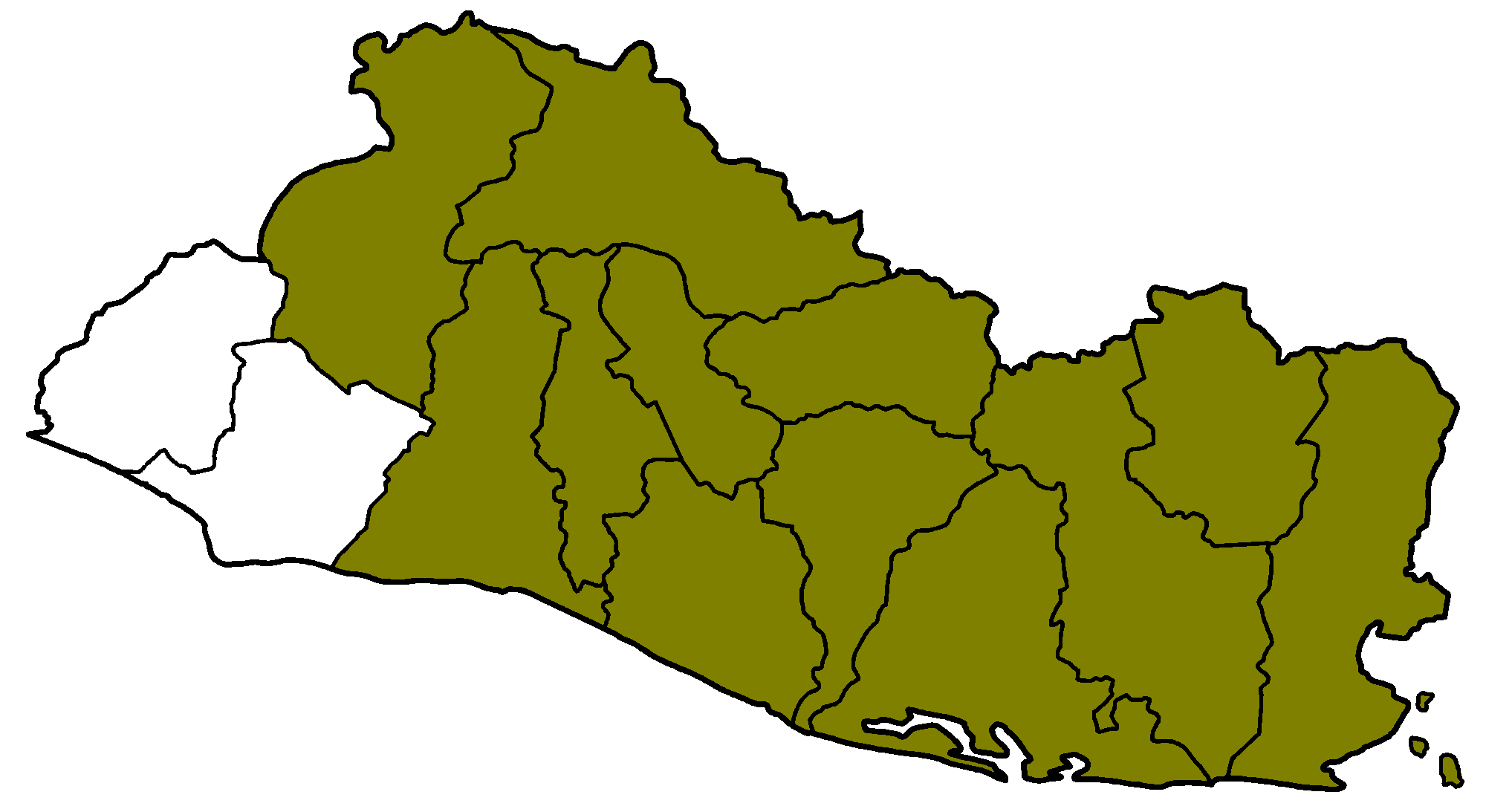
Интендантство Сан-Сальвадор, впоследствии преобразованное в провинцию. Белым цветом на юго-западе закрашена Алькалдия Сонсонате

Провинция Сан-Сальвадор (исп. Provincia de San Salvador) — административная единица, существовавшая в Центральной Америке в первой половине XIX века.
Во времена испанского колониального господства территория современного государства Сальвадор входила в состав интендантства Сан-Сальвадор и алькальдии Сонсонате, которые были подчинены генерал-капитанству Гватемала. В 1812 году Кадисские кортесы разделили территорию генерал-капитанства Гватемала (входившего в состав вице-королевства Новая Испания) на две провинции: Гватемала (Гватемала, Чьяпас, Гондурас и Сальвадор) и Никарагуа-и-Коста-Рика (Никарагуа и Коста-Рика), при этом губернатор Гватемалы сохранил должность «генерал-капитана Центральной Америки и Чьяпас». В 1814 году, после восстановления абсолютного правления Фердинанда VII, конституционные реформы были отменены.
В 1820 году, с восстановлением конституционного правления, провинция Гватемала была создана вновь. В 1821 году испанские кортесы приняли закон, в соответствии с которым интендантства были подняты в статусе до провинций. В интендантство Сан-Сальвадор известия об этом пришли 21 сентября 1821 года, одновременно с новостями о том, что 15 сентября 1821 года в столице генерал-капитанства был принят Акт о независимости Центральной Америки. Последний испанский интендант Сан-Сальвадора Педро Баррьере стал первым политическим начальником новой провинции, но вскоре его сменил Хосе Матиас Дельгадо.
5 января 1822 года произошла аннексия Центральной Америки Мексикой. Правящая хунта провинции Сан-Сальвадор не признала этого акта, и 11 января 1822 года провозгласила независимость провинции. 9 февраля 1823 года мексиканско-гватемальские войска под руководством Висенте Филисола заняли провинцию и присоединили её к Мексиканской империи, но менее чем через месяц империя пала. В мае Филисола покинул провинцию, оставив вместо себя Фелипе Кодальоса, но 25 мая 1823 года власть в провинции перешла к Консультативной хунте.
С 17 июня 1823 года править провинцией стал Мариано Прадо единолично. 1 июля провинция Сан-Сальвадор вместе с остальной Центральной Америкой провозгласила полную независимость. 13 и 22 декабря сначала сам город Сонсонате, а затем и прочие населённые пункты Алькальдии Сонсонате (кроме Ауачапана) присоединились к провинции. 7 февраля 1824 года это сделал и Аучапан. 14 марта 1824 года вступила в силу первая Конституция Федеративной Республики Центральной Америки, в соответствии с которой провинция была преобразована в штат Сальвадор. Мариано Прада стал первым главой нового штата.